# Єшовець-при-Козєм
Єшовець-при-Козєм (словен. Ješovec pri Kozjem) — поселення в общині Козє, Савинський регіон, Словенія. Висота над рівнем моря: 339,6 м. 